# Mavrovuni
Mavrovuni (en griego, Μαυροβούνι) es un pueblo y un yacimiento arqueológico de Laconia, Grecia, situado unos 2 km al sur de Gitión.

## Arqueología
En una colina llamada Vardies se han encontrado un grupo de tumbas de cámara pertenecientes a la época micénica, concretamente al periodo Heládico Tardío IIIB-C. Aquí también se han hallado algo de cerámica del Heládico Medio. En otros lugares próximos a esta colina se han encontrado restos de vasos de los periodos Heládico Antiguo, Heládico Tardío y la época romana.